# Zuid (metropolitana di Amsterdam)
La stazione di Zuid (letteralmente: «sud») è una stazione della metropolitana di Amsterdam, servita dalle linee 50 e 51 (che condividono gli stessi binari) e capolinea della linea 52 (Noord/Zuidlijn).

## Strutture e impianti
Si tratta di una stazione di superficie.

## Interscambi
La stazione consente l'interscambio con la stazione ferroviaria di Amsterdam Sud.